# Armamentarium
Armamentarium è il terzo album full-length del gruppo musicale tedesco Neaera, distribuito il 27 agosto 2007 dalla Metal Blade Records.

## Tracce
1. Spearheading The Spawn – 5:45
2. Tools of Greed – 3:30
3. Armamentarium – 4:45
4. Synergy – 4:53
5. Harbinger – 4:56
6. In Loss – 3:32
7. The Orphaning – 3:51
8. The Escape from Escapism – 4:08
9. Mutiny of Untamed Minds – 4:07
10. The Need For Pain – 5:29
11. Liberation – 7:13
12. The Cleansing Void – 4:09

### Live in Münster
La prima versione edita di questo album conteneva anche un bonus DVD del concerto al music club Triptychon, nella città di origine del gruppo, a Münster.
1. Mechanisms Of Standstill
2. Paradigm Lost
3. The World Devourers
4. Let The Tempest Come
5. I Love The World
6. Armamentarium
7. Walls Instead Of Bridges
8. From Grief...To Oblivion
9. Broken Spine
10. Scars To Grey
11. Where Submission Reigns